# Wreckamovie
Wreckamovie est une plate-forme de production de film collaborative, ou chacun peut s'inscrire, créer son propre projet de film et trouver une communauté prête à collaborer, ou encore apporter son aide à des projets existants et devenir collaborateur dans un worknet. Son but est de rendre la production et la réalisation de film plus simple, plus effective et à la portée de tous.

## Histoire
Star Wreck Studios Oy Ltd et Wreckamovie furent créés par un groupe de cinéastes finlandais, qui produisirent en 2005 une parodie de Star Trek téléchargeable et entièrement gratuite intitulée Star Wreck: In the Pirkinning, et qui révolutionnèrent par la même occasion la façon de réaliser un film. Bien que ce premier long métrage fut produit quasiment sans budget et à l'aide d'ordinateurs standards, il jouit encore aujourd'hui d'une grande notoriété sur la Toile grâce à la qualité de ses effets spéciaux et grâce à une communauté d'enthousiastes et de passionnés. Les expériences vécues par le groupe à l'origine de cette production, qui est leur premier long métrage, les a poussés à développer une plate-forme qui soit simple d'utilisation et accessible à tous. 
La plateforme est dissoute le 3 octobre 2014. Le site internet est fermé.

## Caractéristiques
Wreckamovie est considéré comme un exemple modèle de l'utilisation du potentiel du Web 2.0 selon Cisco Systems Finland Oy. Il est l'exact opposé de la façon traditionnelle de réaliser et de distribuer des films. Grâce à Wreckamovie, c'est l'ensemble d'une communauté qui créé et distribue le film et ce n'est qu'une fois la popularité atteinte que le profit est considéré.
Wreckamovie aide à la mise en place de toutes sortes de production audiovisuelles, des courts-métrages et clip musicaux jusqu'au longs-métrages. Chaque personne peut donc rassembler une communauté autour d'un film ou d'autres projets audiovisuels et en appeler aux compétences des membres pour chaque tâche associé à la production. Ce service permet à des films d'être produits avec l'aide d'une communauté, et de cette façon, permet de créer une véritable  interaction avec l'audience et ce, dès les premières phases de développement du projet.
Ce service ne fait pas de distinctions entre les « professionnels » et les « amateurs » mais met l'accent sur l'enthousiasme de chaque participant. Cependant, la communauté Wreckamovie part du principe que l'enthousiasme et le professionnalisme sont la clé du succès et permettent d'arriver à des résultats optimum.
En plus d'internet, les créateurs de cette plate-forme souhaitent pouvoir distribuer leurs films de toutes les manières possibles, du traditionnel écran au téléphone portable. De cette façon, la communauté existante dispose d'une base à fort potentiel pour la mise en place d'un marketing viral.

## Le guide de la communauté
- Les producteurs sont de sympathiques dictateurs : Chaque production présente sur Wreckamovie a un ou plusieurs Leaders qui possèdent tous les droits légaux concernant la production audiovisuelle, le développement du projet, des idées et sont responsables de la production et de la licence.
- Free Sharing: Les utilisateurs qui participent aux différentes productions reconnaissent que lesdites productions peuvent utiliser toutes les idées et informations publiées à des fins commerciales sans dédommagement financier à l'intention de l'utilisateur, sauf si celui-ci a explicitement passé un accord avec le Leader de la production concernée ou si la licence choisie  par la production comporte des termes en ce sens.
- Poster du matériel ou des textes soumis à un copyright est interdit si l'utilisateur n'est pas propriétaire dudit copyright.
- Faites-vous des amis, respectez les autres et amusez-vous.
- DETRUISEZ LE MOULE : proposez des choses que personne n'a jamais pensé à faire parce qu'avec Internet, tout devient possible[1].

## Utilisateurs
Le 16 octobre 2009, Wreckamovie était encore utilisé pour la production de la parodie Sci-Fi de Iron Sky qui est à cette date le long-métrage référence de la plate-forme.  Avant cela, Wreckamovie fut utilisé pour la production et la réalisation du film finlandais Sauna. La plate-forme est un service ouvert d'une manière générale et plus de 200 projets actifs sont listés sur Wreckamovie.

## Récompenses
En 2008, la communauté de production audiovisuelle Wreck-A-Movie fut élue vainqueur du MindTrek Grand Prix 2008, et remporta une somme de 20 008 €. En octobre 2009, Wreckamovie fut choisie parmi les 36 finalistes de la compétition SIME « Rising Star of the North ».